# Sue Nicholls
Pour les articles homonymes, voir Nicholls.
Susan Frances Harmar Nicholls, née le 23 novembre 1943 à  Darlaston dans les West Midlands en Angleterre, est une actrice britannique, connue pour ses rôles à la télévision britannique dans Crossroads (1964-1968), The Fall and Rise of Reginald Perrin (1976-1979) et Rentaghost (1981-1984), et en particulier pour son rôle récurrent d'Audrey Roberts dans le feuilleton Coronation Street (1979-1982, et depuis 1984). Elle est également apparue à Broadway dans la reprise en 1974 de la comédie London Assurance.
Sue Nicholls est apparue pour la première fois dans le rôle d'Audrey dans Coronation Street en 1979 et a tenu ce rôle par intermittence pendant six ans, avant de rejoindre définitivement le casting en 1985. Elle a remporté les British Soap Award 2000 de la meilleure performance comique et 2003 de la meilleure performance dramatique, et a reçu le prix Outstanding Achievement Award en 2019.

## Biographie

### Enfance
Susan Frances Harmar Nicholls est née à Darlaston, Walsall. Elle a fait ses études à la School of St Mary and St Anne (maintenant connue sous le nom d'Abbots Bromley School for Girls) et est diplômée de la Royal Academy of Dramatic Art.

### Carrière
Nicholls est d'abord connue sous le nom de Marilyn Gates dans Crossroads, un rôle qu'elle a joué de 1964 à 1968. Une chanson qu'elle a chantée pour la première fois dans l'émission, Where Will You Be ?, est classée le 3 juillet 1968, et atteint finalement la 17e place du UK Singles Chart.
Le deuxième single de Nicholls a eu moins de succès et elle s'est lancée dans une carrière au cabaret, se produisant en solo dans tout le pays. Elle est revenue sur scène dans différentes pièces de théâtre populaires et de pantomimes. 
Au cours des années 1970, elle a effectué deux performances très différentes à l'étranger. À Vienne, elle a chanté entre deux numéros de strip-tease dans une boîte de nuit tandis qu'en 1974, elle a fait une tournée en Amérique et au Canada avec la Royal Shakespeare Company dans London Assurance, terminant par une tournée de six semaines à Broadway.
Elle a joué le rôle de la secrétaire, Joan Greengross (plus tard Webster et Millbeck) dans la sitcom The Fall and Rise of Reginald Perrin (1976-1979) et sa suite The Legacy of Reginald Perrin (1996), ainsi que Nadia Popov dans Rentaghost et Mme Muddle dans Pipkins (1973) et est apparue comme Derinda Forbes dans l'épisode Le syndrome du gland du drame policier The Professionals en 1980.
Elle a joué Audrey dans Coronation Street en tant que visiteuse occasionnelle depuis avril 1979, et en tant que personnage permanent depuis 1985.

### Prix
- British Soap Awards 2000 (Meilleur spectacle comique)
- British Soap Awards 2003 (Meilleure performance dramatique)
- British Soap Awards 2003 (Héros de l'année)
- British Soap Awards 2019 (réalisation exceptionnelle)

## Vie privée
Le père de Nicholls était Sir Harmar Nicholls, plus tard Lord Harmar-Nicholls, ancien député conservateur de Peterborough (1950–1974) et député européen du Greater Manchester South (1979–1984), puis pair à vie ; elle a donc le droit d'être appelée « L'Honorable Susan Nicholls ». Susan Nicholls a été mariée à Mark Eden de 1993 jusqu'à sa mort en 2021 ; Mark Eden est apparu dans le rôle d'Alan Bradley sur Coronation Street de 1986 à 1989.
En 2011, alors qu'elle regardait un épisode de Coronation Street, sœur Anna Bianconi-Moore, une infirmière principale du service de dermatologie de l'hôpital Addenbrooke de Cambridge, a remarqué un grain de beauté sur l'épaule de Nicholls. L'infirmière a immédiatement contacté l'émission par e-mail pour exprimer ses inquiétudes. Nicholls a été vue par Zeena Islam - le médecin interne de Coronation Street, qui l'a adressée à un spécialiste du cancer de la peau, où elle a reçu un diagnostic de mélanome malin.  Après que le grain de beauté ait été enlevé chirurgicalement, ITV a contacté Bianconi-Moore pour l'informer de la situation, et elle a été invitée sur le plateau de Coronation Street pour rencontrer Nicholls.